# 오카와메촌
오카와메촌(大川目村)은 이와테현 미나미쿠노헤군·구노헤군에 설치되었던 촌이다. 현재의 구지시에 해당한다.